# Trnávka (okres Pardubice)
Obec Trnávka (německy Tirnawka) se nachází v okrese Pardubice, kraj Pardubický. Žije zde 220 obyvatel.

## Historie
První písemná zmínka o obci pochází z roku 1333.

## Galerie

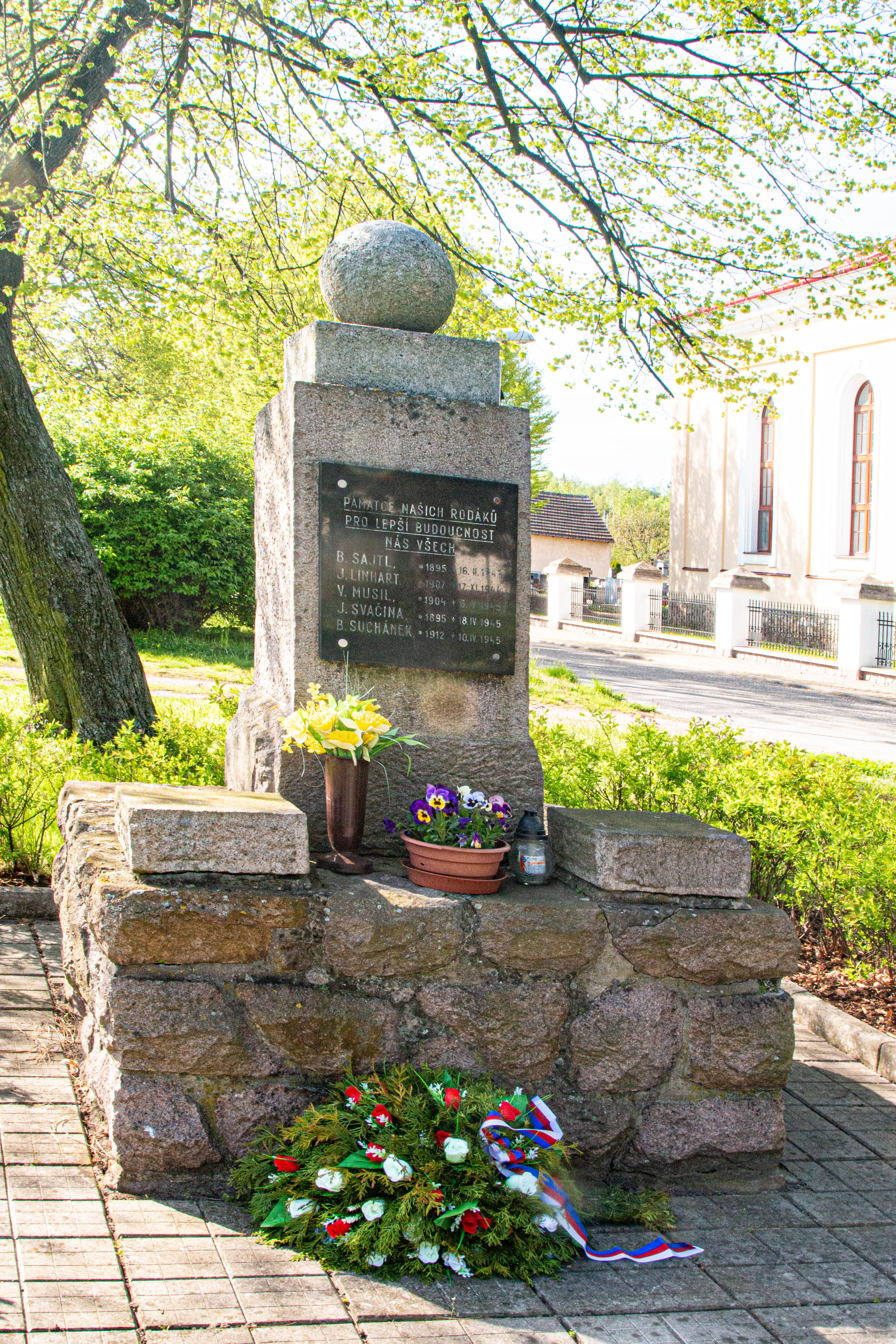
Pomník obětí II. světové války
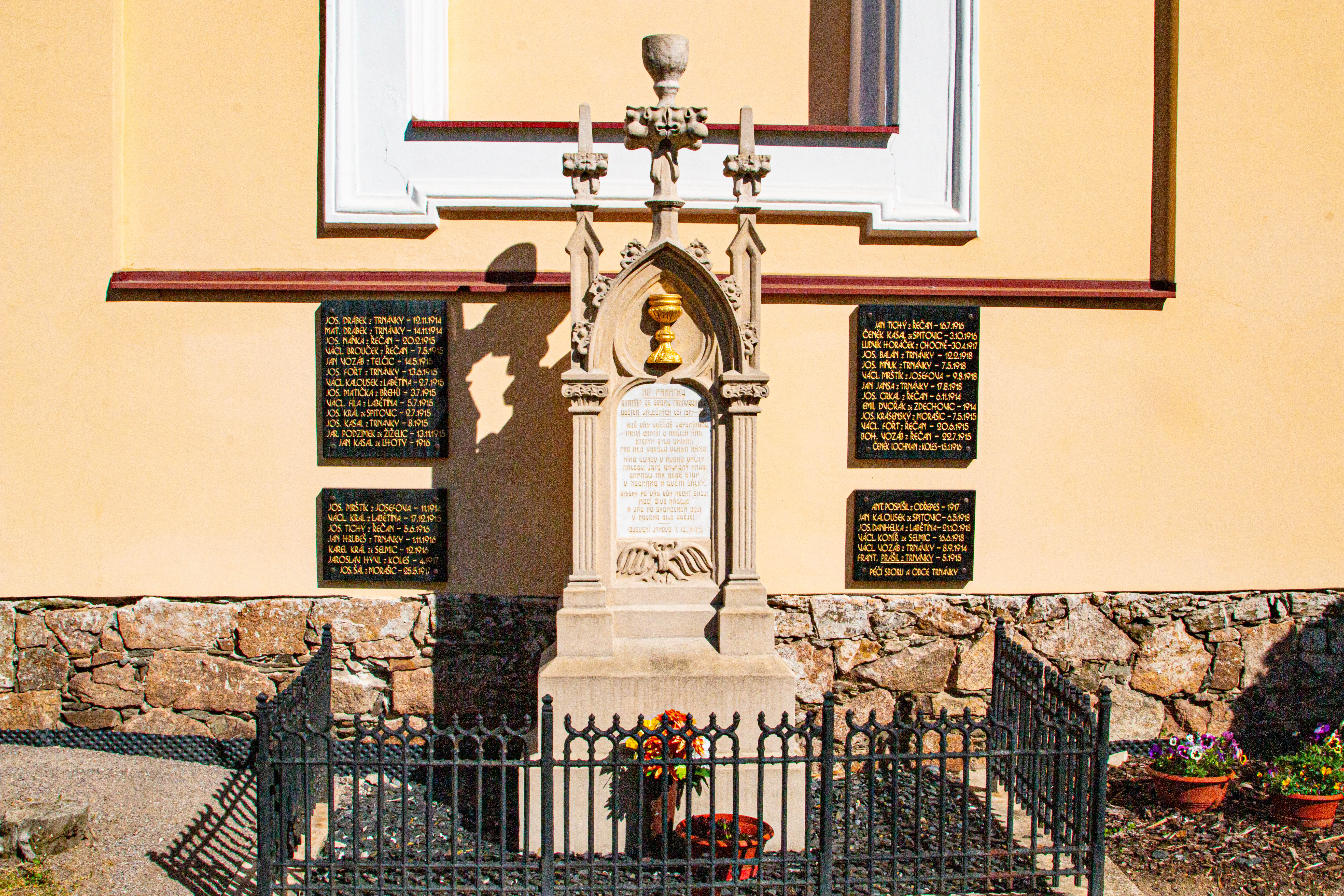
Pomník padlých v I. světové válce u kostela
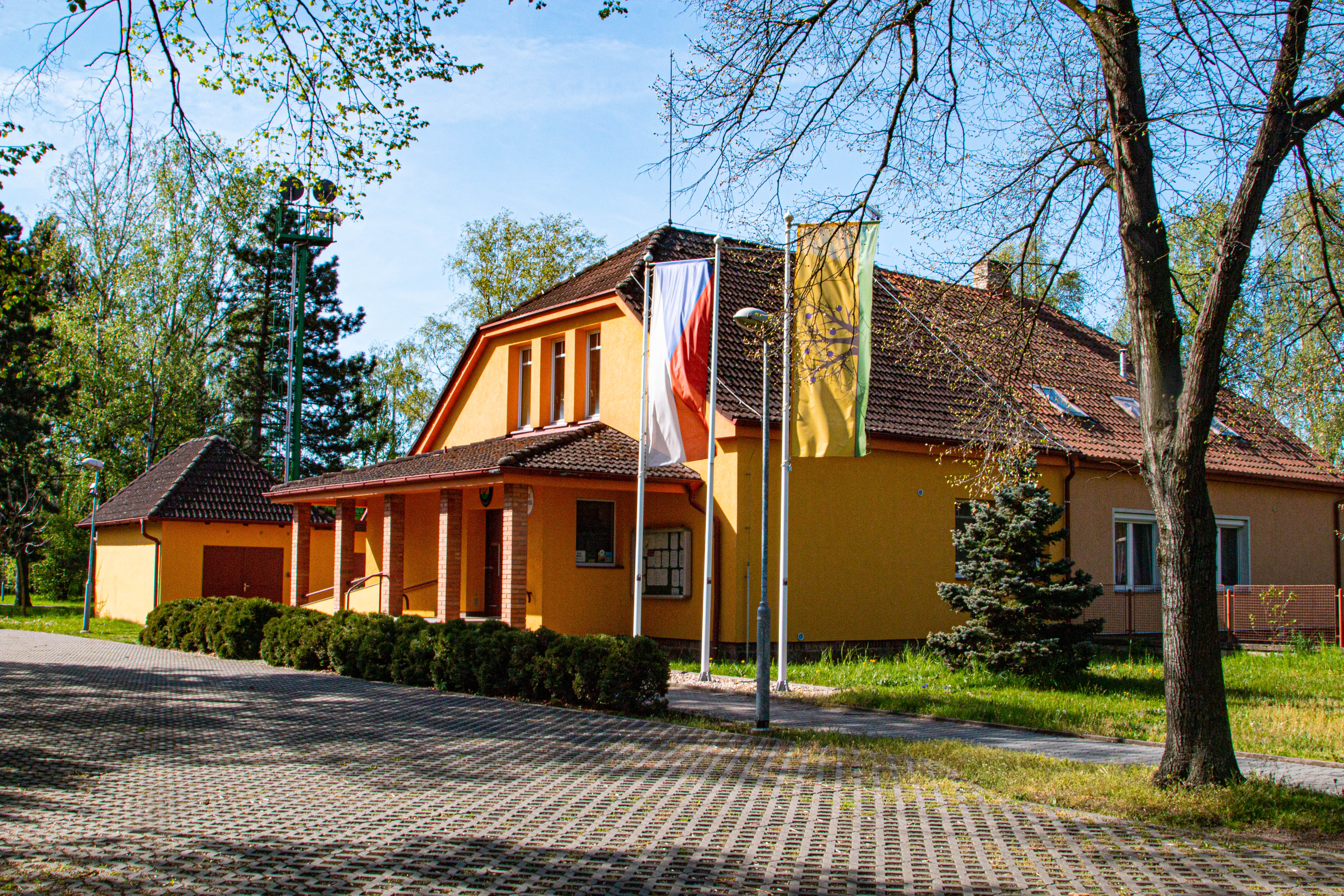
Obecní úřad
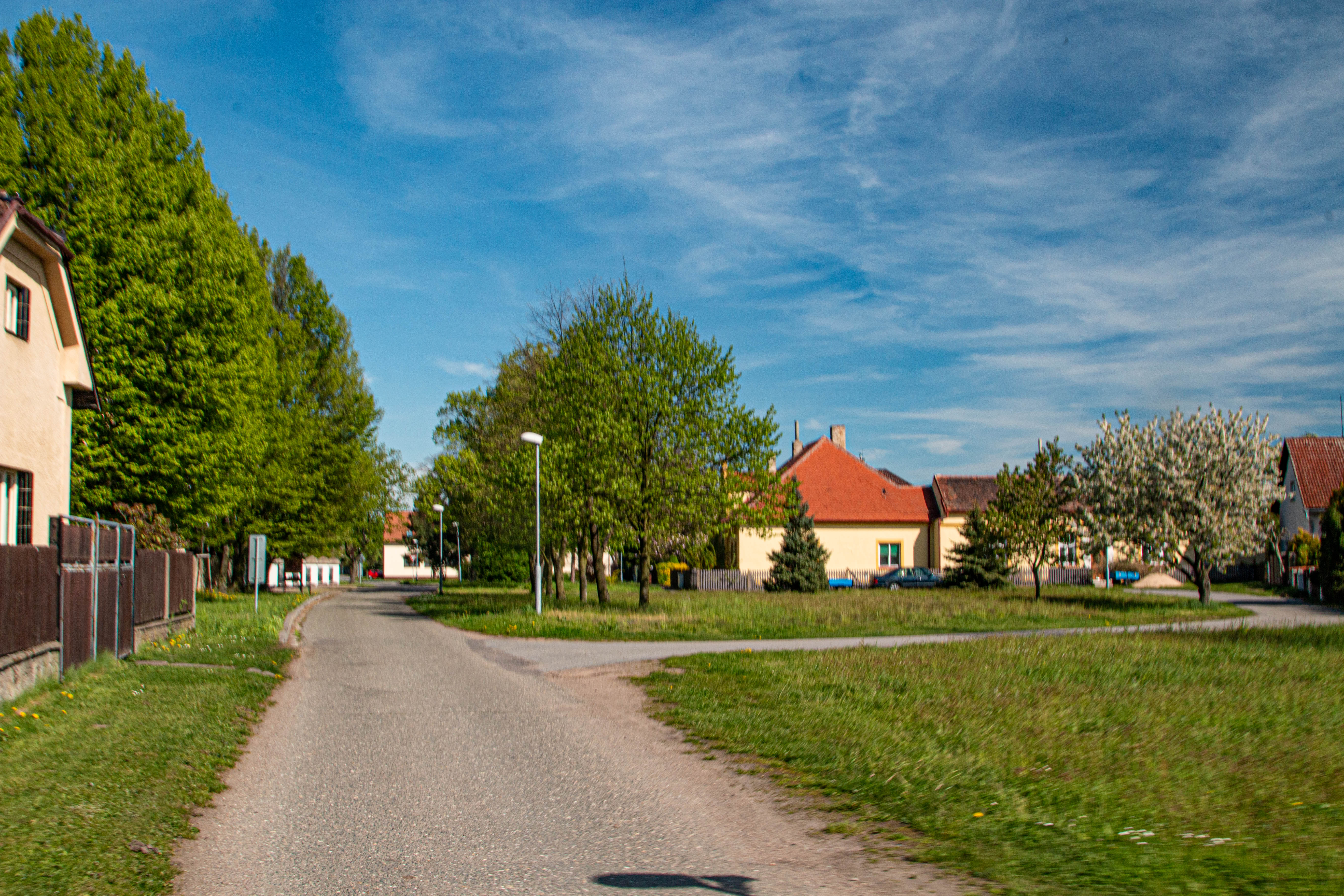
Ulice Kostelní
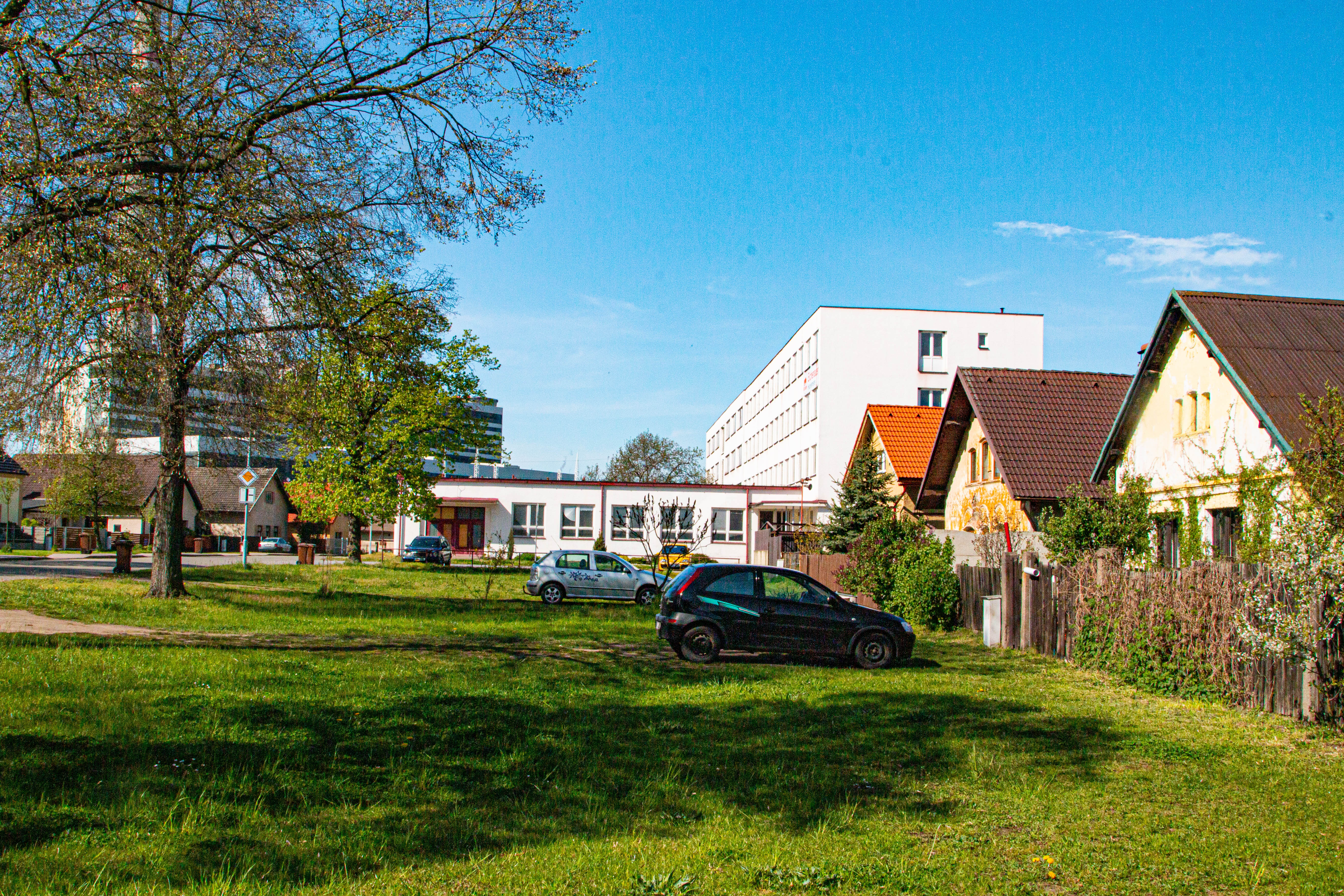
Ulice Obránců míru